# Dinka (Volk)

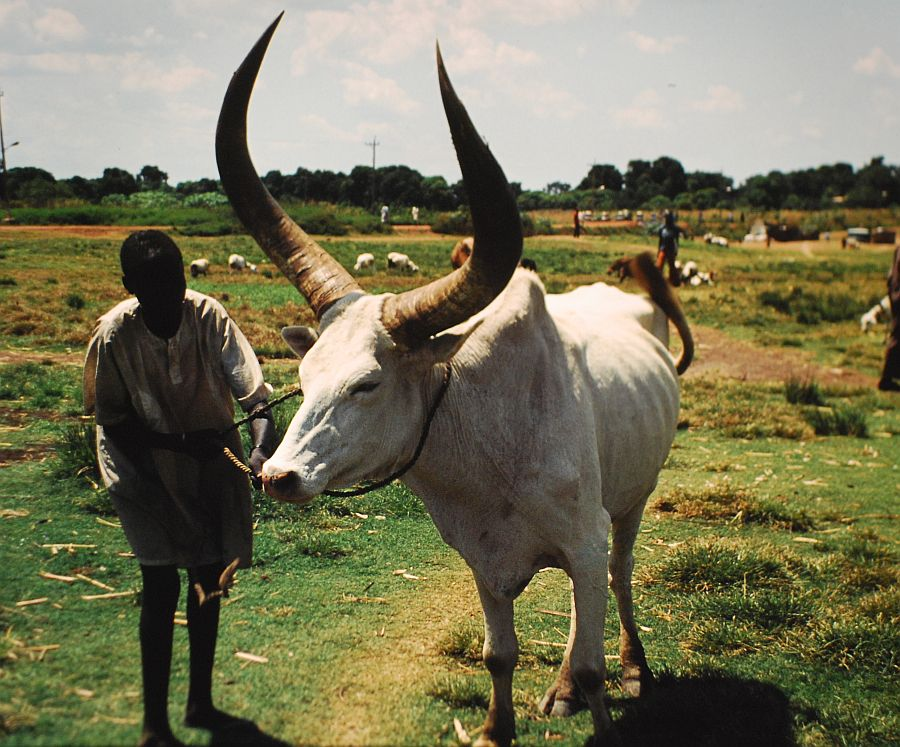
Ein Dinka und sein Zeburind außerhalb der Stadt Wau

Die Dinka, Eigenbezeichnung Muonjang (Einzahl) und Jieng (Mehrzahl: „die Leute vom Volk“), sind eine afrikanische Ethnie im Südsudan und besiedeln den größten Teil der Landesfläche; mit geschätzten 2,5 bis 3 Millionen Angehörigen sind sie die stärkste Volksgruppe des Landes. Sie bewohnen vor allem die Feuchtsavannen der Bundesstaaten Western Bahr el Ghazal und Western Equatoria im Süden, nördliche Teile des Bundesstaates Dschanub Kurdufan, die ausgedehnten Sumpfgebiete des Sudd im Bundesstaat Jonglei sowie den nördlichen Bundesstaat Upper Nile im Osten bis zur äthiopischen Grenze.
Der Bürgerkrieg im Südsudan seit 2013 um die politische Führung im Südsudan mit rund einer Million Flüchtlingen in der Region ist die Eskalation eines lange andauernden Konflikts zwischen den Dinka und den Völkern der Nuer und Mundari.

## Geschichte
Dinka sind möglicherweise ab dem 13. Jahrhundert auf der Flucht vor Dürre und Sklaverei aus der zentralsudanesischen Region Gezira nach Süden gewandert. Mit Viehzucht als wirtschaftlicher Grundlage konnten sie lange Strecken zurücklegen, Trockenperioden besser überstehen und sich dadurch gegenüber den ausschließlich Ackerbau treibenden Völkern des Südens durchsetzen. Genaue Wanderbewegungen lassen sich nur versuchsweise aufgrund mündlicher Überlieferung in Liedern und anhand ergrabener Topfscherben rekonstruieren. Demnach folgten sie zunächst entlang den Nil-Hauptflüssen nach Äthiopien und nach Süden bis zum Sobat-Fluss. Im 14. Jahrhundert hatten sie den Sobat erreicht und die dort siedelnden Schilluk weiter nach Westen verwiesen. In den nachfolgenden Jahrhunderten wurden die Dinka von Norden durch das expandierende islamische Reich der Funj bedrängt und wanderten über den Sobat nach Süden und (im 16. Jahrhundert) auch nach Bahr al Ghazal im Westen, wo sie gegen die dortigen Luel Kriege führten. Die letzte große in die Region Äquatoria von Süden eingewanderte Volksgruppe waren Ende 18. Jahrhundert die Azande. Ihre Siedlungsgrenze wurde in Auseinandersetzungen mit den Dinka festgelegt. Mitte des 17. Jahrhunderts gab es vorübergehend eine militärische Allianz der Schilluk mit dem Funj-Sultanat gegen die Dinka, für das Ende desselben Jahrhunderts wird von Handelsbeziehungen mit den Funj berichtet. Kriege mit den Shilluk setzten sich bis Anfang des 19. Jahrhunderts fort.

## Allgemeines zur Lebensweise

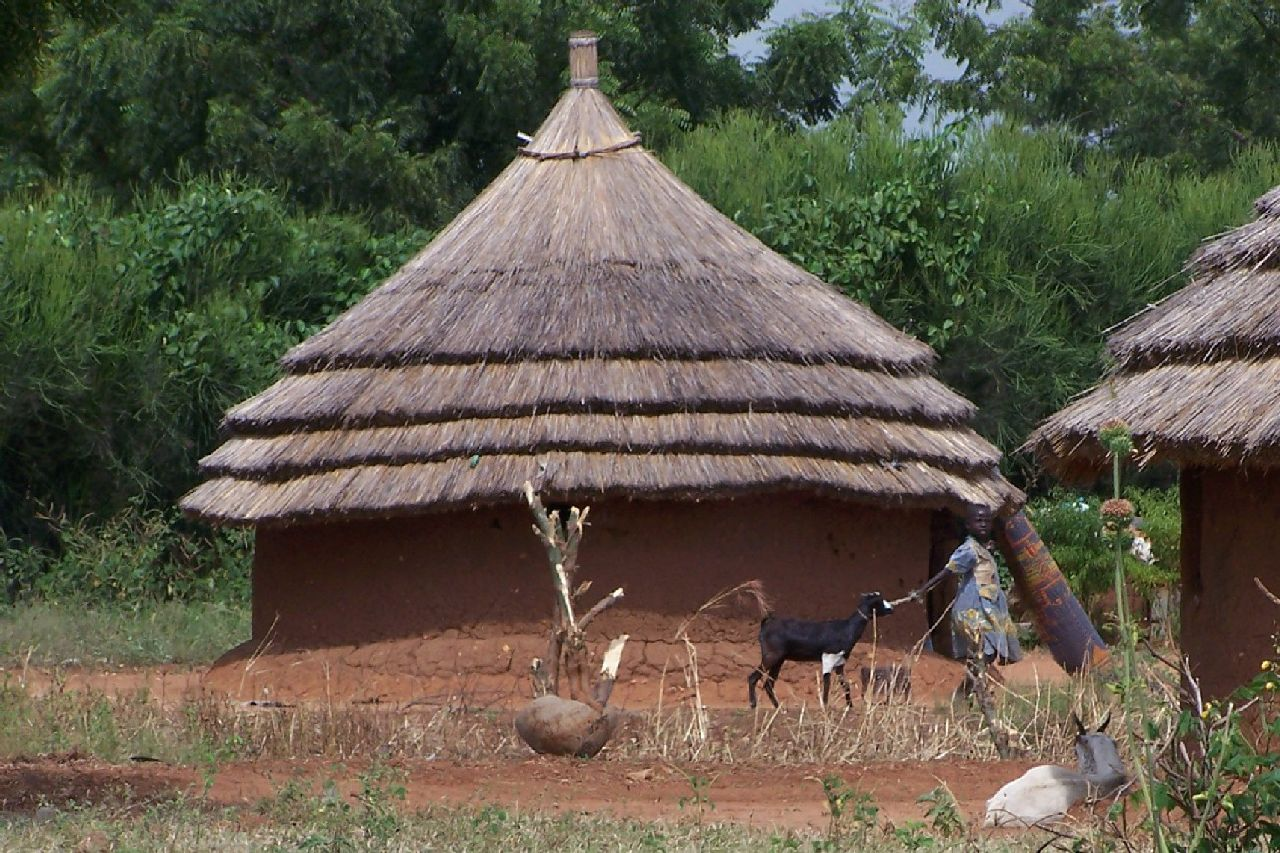
Ein Rundhaus (Tukul) bei Juba

Es werden nach Regionen fünf verschiedene Dinka-Sprachen unterschieden, die zur Gruppe der westnilotischen Sprachen gehören. Dinka zählen zur Nordgruppe der hier beheimateten Niloten, zu denen auch die benachbarten Schilluk und Anuak gehören. Alle Niloten sind traditionell überwiegend Viehzüchter. Eine besondere kulturelle Verwandtschaft besteht mit den Nuer; beide sind auch im Streit um knappes Weideland verbunden, die Nuer wurden dabei eher in Randbereiche abgedrängt. Zu Auseinandersetzungen um Weiderechte, die häufig bewaffnet ausgetragen werden, kommt es auch regelmäßig an den nördlichen Siedlungsrändern mit der dortigen islamischen Bevölkerung (besonders zwischen Ngok-Dinka und Misseriya-Arabern um Abyei).

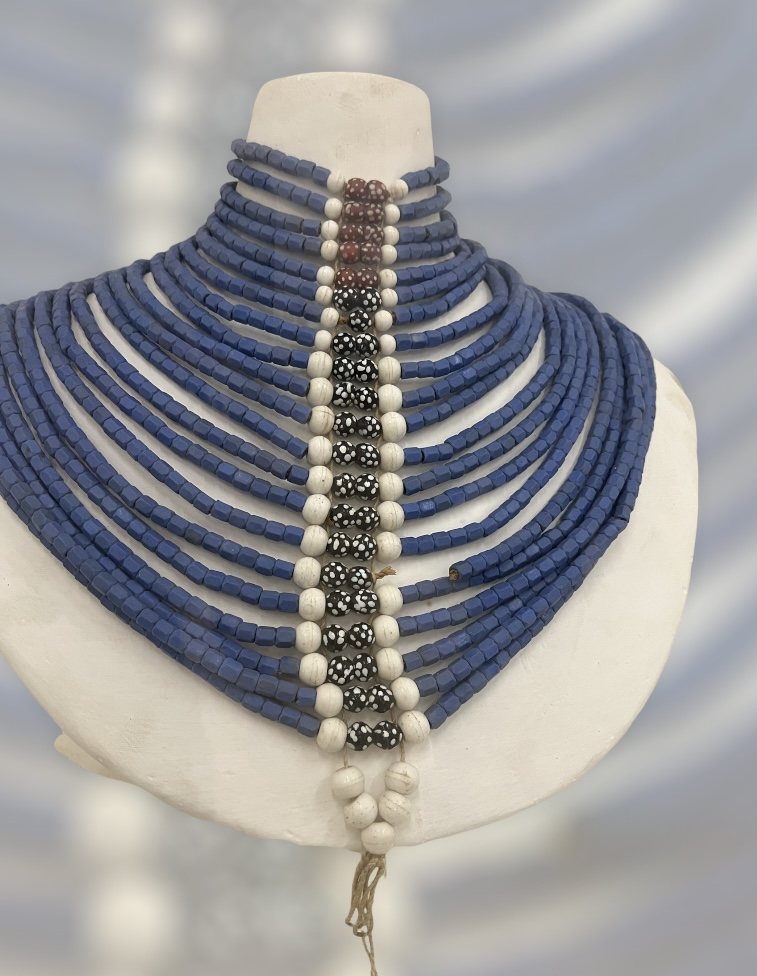
Dinka Halsschmuck im Sudan Ethnographic Museum, 2022

Dinka leben auf dem Land in weit verstreuten Einzelgehöften (baai) aus runden Lehmhäusern mit grasgedeckten Kegeldächern, Viehställen (luak) und einigen Feldern in der Nähe. Sie befolgen traditionell eine halbnomadische Lebensweise. Wenn nach zehn bis zwölf Jahren der Boden erschöpft ist, wird die Siedlung aufgegeben und an anderer Stelle neu errichtet. Vor der britischen Kolonialzeit gab es keine Dörfer. Erst die Gründung einzelner Verwaltungszentren, mit denen die Briten das weite Land kontrollieren wollten, war Ausgangspunkt für kleine Städte.
Angebaut werden an erster Stelle Sorghum-Hirsen, die in Form von Brei und Hirsebier (Merisa) Hauptnahrungsmittel sind. Daneben dient Kuhmilch, grünes Gemüse, Fisch, Fleisch und in manchen Gegenden Reis der Ernährung.
Dinka sind groß, schlank und als Volk selbstbewusst. Ihre Eigenbezeichnung in Bahr al Ghazal lautet Monijang („die Menschen“) und Jieng in der Provinz Oberer Nil. Alle anderen Völker werden mit Jur („Fremde“) bezeichnet.

## Religion

### Dinka-Religion
Die im Prinzip monotheistische Religion kennt einen nicht hinterfragbaren Hochgott Nhialic, der zumeist kultlos und gegenüber den tatsächlich Einfluss nehmenden jenseitigen Mächten in den Hintergrund getreten ist. Nach der afrikanischen Weltschöpfung und der darauf folgenden Trennung von Himmel und Erde ist Nhialic entrückt, falls er nicht als Regengott Deng agiert. Seither bestimmt eine große Zahl von niedrigen Himmelsgottheiten (kuth nhial), Erdgeistern (kuth piny) und verehrten Ahnen (yat) die unruhige Welt der Menschen. Diese unsichtbaren Kräfte werden verehrt, gefürchtet und ruhig zu halten versucht. Die Methoden hierfür sind nicht immer schwierig: Dinka machen einen Knoten aus Grasbüscheln (thuic), um die Geister zu beeinflussen, oder damit das Essen bis zu ihrer Heimkehr bereitgehalten wird.
Die von Nhialic geschaffene Urmutter Abuk verschuldete mit ihrem langen Stampfer zwar die Trennung von Himmel und Erde, begründete aber damit zugleich die Tradition des Hirseanbaus. Vor ihrem männlichen Partner Garang müssen sich Priester und Krieger fürchten. Der Regengott Deng kann auch Nachkomme dieser beiden sein, dann ist Abuk Tochter des Erdgottes Apiny. Urmenschen und Ahnenseelen, die oft in Schlangen wohnen, verhalten sich, wie auch neuere Gottheiten, allgemein gleichermaßen feindlich und freundlich. So erfolgt eine besondere Bedrohung durch Mascardit („der Große Schwarze“), der aber auch Fruchtbarkeit bringt. Das ist ein Problem für Missionare, die den Unterschied zwischen Gott und Teufel erklären wollen. Wo Jesus akzeptiert wurde, trat er oft in den noch unsicherer gewordenen Zeiten als neue Kraft der bestehenden Götterwelt bei. Auf die gleiche Art wurden auch in der Kolonialzeit eingeführte Errungenschaften der Technik und die spürbare Gewalt der Regierungen aus dem Norden als überirdische Bedrohungen wahrgenommen und den Mächten der jenseitigen Welt hinzugefügt.
In der Vorstellung von der bösartigen Gottheit Mascardit zeigt sich auch, dass das Bewusstsein von Sünde nicht besonders ausgeprägt sein kann, da seine Taten zwar unausweichlich, aber recht willkürlich sind und sich mit göttlicher Gerechtigkeit nicht erklären lassen. Durch Mascardit gehen alle Dinge einmal zu Ende, manchmal sehr plötzlich: das Unglück ebenso wie das Leben.
Als Vermittler zu den Geistern fungieren Priester (ban, „Meister“), die sich auf Aiwel Longar, den Begründer der Dinka-Gesellschaft und gemeinsamen Vorfahr aller Dinka zurückführen. Die Priester gehören zu dem Clan (kic), der als Totem Fleisch (ring) angenommen hat. Andere Clans haben Tamarinde, einen anderen Baum, einen bestimmten Vogel oder Termiten als Totem. Aiwel Longar ist bei den westlichen Dinka Nachkomme des Flussgottes Malek (Malengdit, Maleng yath). Zusammen mit einer anderen Clan-Gottheit namens Deng Garang baute Aiwel Longar für die Bevölkerung einen Kuhstall, ließ aber die Türen weg. Als die Dorfältesten rätselten, wo die Tür sei, wusste niemand Antwort bis auf Gargar, der daraufhin von Aiwel als sein Nachfolger bestimmt wurde.

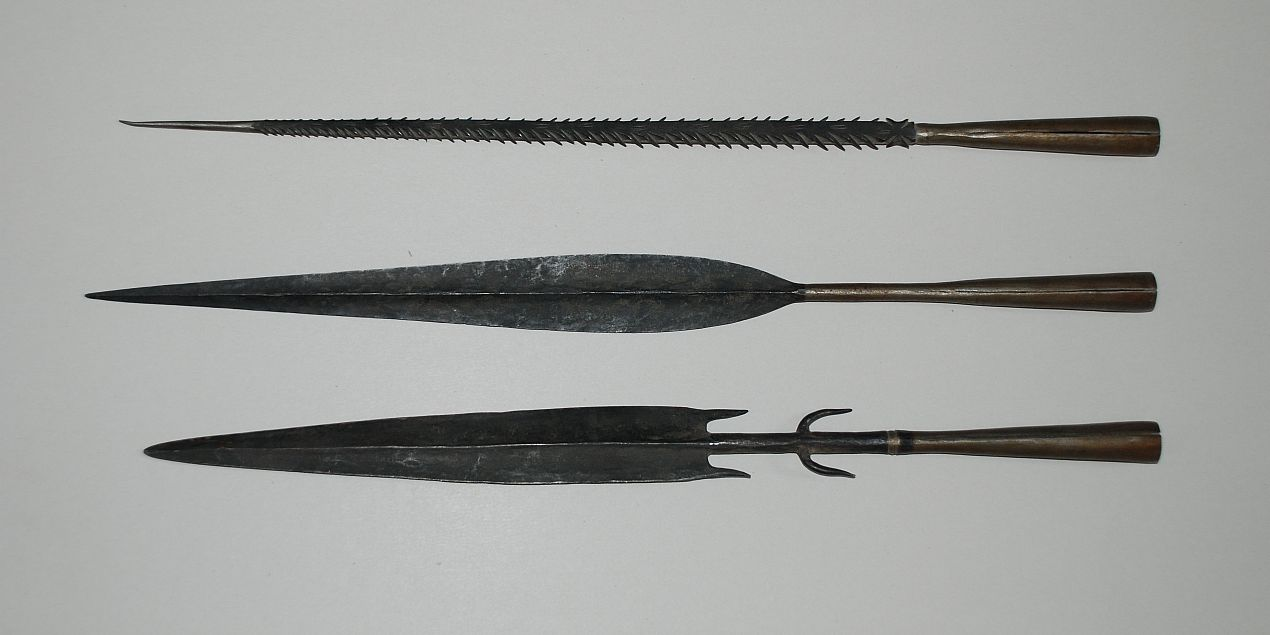
Dinka-Speerspitzen (tong) zur Verwendung im Alltag. Länge 44 cm. Gesamtlänge mit hölzernem Schaft 180 cm. Zeremonialspeere haben die Form des mittleren Blattes, 50 cm lang und entsprechend breiter. Sie sind mit Schaft etwa 2 m lang. Die obere Speerspitze dient speziell zum Fischfang. Ausgangsmaterial ist eingeschmolzener Autoschrott. Herkunft: Wau

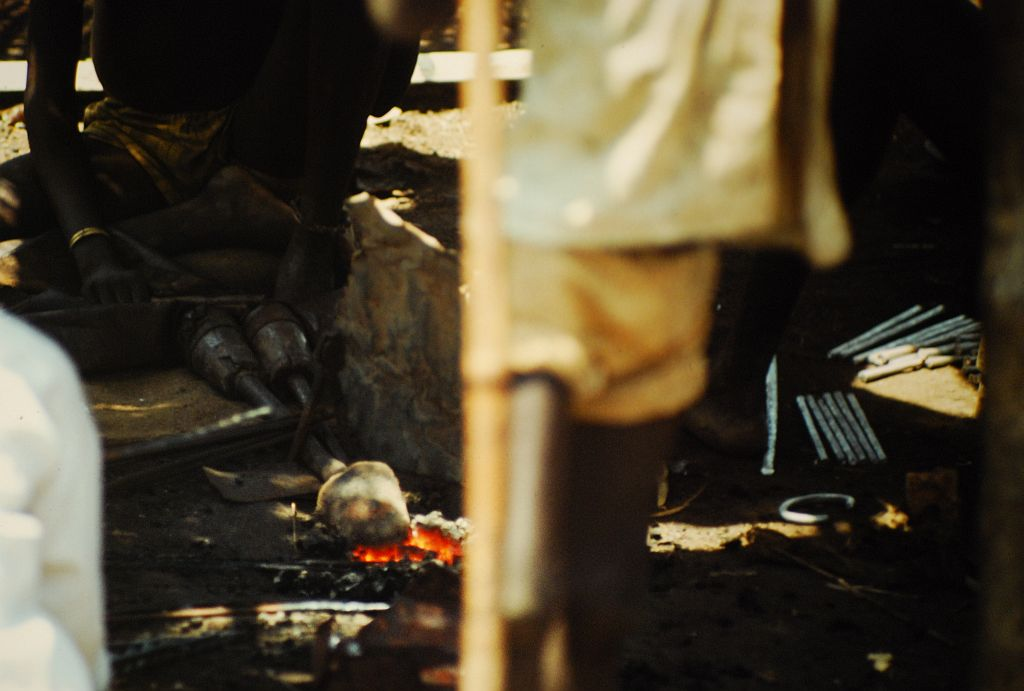
Schmiede mit Holzkohlenfeuer. Links Doppelschlauch-Blasebalg: zwei Ziegenbälge sind an ein Y-förmiges Rohrstück gebunden. Rechts Rohlinge. Herstellungsort der oben abgebildeten Speerspitzen.

Priester sprechen die Geister an und werden verehrt, falls ihr Tun erfolgreich ist. Über ihren Tod hinaus können sie Kraft auf ihre Anhänger übertragen. Über die größte magische Kraft verfügt der „Meister des Fischspeeres“, ein Titel, den Priester besitzen, die als Nachkommen von Aiwel Longar begriffen werden. Als dieser seine „Kraft des Fischspeeres“ abgab, ermächtigte er andere Meister, an seiner Stelle nach Land für ihr Volk zu sehen. Speere sind im traditionellen Alltag der Dinka stets präsent, das Tragen eines Speeres war früher quasi Teil der Kleidung der Männer: zwei lange Speere, falls ein Löwe kommen sollte. Fischspeere werden zu bestimmten Jahreszeiten zwar auch zum Fischfang benutzt, Korbreusen und Netze sind aber seit langem bekannt. Die religiöse Bedeutung liegt nicht im praktischen Wert des Speeres.
Grundlage der traditionellen Dinka-Weltsicht ist ein Überwältigtwerden oder Mitgerissenwerden von natürlichen und übernatürlichen Ereignissen, die sich jeder vernünftigen Vorhersage entziehen. Gemachten Erfahrungen werden übersinnliche Entsprechungen gegenübergestellt, die zwar kontrolliert werden müssen, dafür aber die Erfahrungen erklären helfen. Dabei entstehen nach Godfrey Lienhardt Bilder der menschlichen Leidenschaft. Die Kontrolle über die magischen Kräfte darf nicht verloren gehen. So musste früher kontrolliert werden, wie der „Meister des Fischspeeres“ zu Tode kommt, damit seine Kraft weiterlebt. Er wurde mit seinen Speeren zusammen lebendig begraben. Ein natürlicher Tod hätte seiner religiösen Funktion als Wächter des Lebens widersprochen. Es war ein Opfer, das der Mehrung von Lebenskraft diente und der ganzen Gemeinschaft zugutekam. Ähnlich funktionierte der rituelle Königsmord, den es in anderen afrikanischen Gesellschaften gab.
Als in den 1940er Jahren die britischen Kolonialherren einen gesuchten Mörder nicht finden konnten, „verhafteten“ sie ersatzweise die heiligen Speere des Clans und schafften sie nach Khartum. Die Dinka brachten den folgenden Bürgerkrieg und Überschwemmungen mit den verlorenen Speeren in Verbindung. Nach dem Friedensschluss 1972 ließ der damalige südsudanesische Präsident, der Dinka Abel Alier, diese Speere nach Juba fliegen und von da mit dem Schiff und in Ehren nach Bor bringen, wo sie mit einer großen Opferzeremonie empfangen wurden. Eine Frau, die einen Speer trägt, hat einen Jungen geboren.
Lienhardt unterschied bei den von ihm beobachteten magischen Ritualen ein Element, das nur dem Ausdruck dient, als symbolische Aktion von einer Wirkfunktion; was die Erkenntnis bringt, dass symbolisches Handeln eine Kontrollfunktion auf menschliche Erfahrung ausübt. Wie diese Kontrolle funktioniert, beschrieb er an einem von ihm Ende der 1940er Jahre beobachteten Kult des „göttlichen Fleisches“, das sich in Gestalt eines roten Lichtes manifestierte. Einige Meister des Fischspeeres begannen einen Beschwörungstanz, bei dem die Muskeln der Oberschenkel zu zittern begannen, ein Zeichen für das Erwachen des göttlichen Fleisches. Während die von einem nicht-kultischen Geist Besessenen in der Regel in Trance verfallen, konnten sich die Meister des Fischspeeres besser beherrschen als einige der Umstehenden, die nach kurzer Zeit heftig zu zittern begannen. Dieses Ritual gilt als wichtigste religiöse Handlung der Dinka. Der angerufene Geist kommt, wenn er will, er wird aber nicht, wie normalerweise üblich, zu einem bestimmten Zweck angerufen. Die Quelle der Macht für die Meister des Fischspeeres, also ihr Totem ring („Fleisch“) bedeutet auch für den Leopardenfell-Priester bei den Nuer priesterliche Macht.
Beim nilotischen Volk der Kakwa und dann bei den Dinka nahm Ende des 19. Jahrhunderts der Kult des „Mutterbruderwassers“, dem eine ähnliche Heilserwartung wie dem späteren ostafrikanischen Maji-Maji-Kult zugrunde lag, seinen Anfang. Das Wunderwasser wurde den Altersstufen entsprechend zugeteilt und auch an Außenstehende verkauft. Die Medizin sollte vor tödlichen Krankheiten und Bestrafungen durch die Regierung bewahren, verstorbene Ahnen und tote Rinder zurückbringen und vor den Gewehrkugeln der Europäer schützen. Die Aufstandsbewegung erfasste den gesamten Süden.

### Christliche Mission
Die meisten Dinka sind Anhänger einer traditionellen afrikanischen Religion, die Zahl der zum Christentum Übergetretenen liegt im einstelligen Prozentbereich. Die erste Missionsstation im Gebiet der Dinka, „Heiligkreuz“ (Angweyn) am Weißen Nil, wurde 1854 vom katholischen Missionar Ignaz Knoblecher gegründet. Er war bereits 1849 mit zwei anderen Jesuiten in den Sudan gereist, musste sich für seine weitere Tätigkeit erst vom „Marien-Verein zur Beförderung der katholischen Mission in Central Africa“ und dem österreichischen Kaiser Franz Joseph Geld beschaffen. Engländer witterten bei den ersten Missionaren die Vorbereitung für eine habsburgische Kolonie, die ansässigen Händler befürchteten Konkurrenz. Bis 1862 verstarben die meisten Missionare an Seuchen, die Überlebenden waren abgereist. Bis zum englischen Sieg über den Mahdi war jede weitere Mission unmöglich. 1898 kamen katholische Verona-Patres in das Gebiet Bahr el Ghazal, 1905 in den Hauptort Wau, 1906 waren britische Anglikaner in der Bor-Region am Weißen Nil. Des Weiteren gab es ab 1902 die amerikanische Presbyterian Church. Nach der Unabhängigkeit des Landes wurden 1957 alle Missionsschulen verstaatlicht und 1964 wurden alle Missionare im Süden ausgewiesen. In den 1970er Jahren wurde den meisten die Rückkehr wieder erlaubt.
In Bahr al Ghazal gibt es katholische Missionsstationen in größeren Orten wie Wau und Rumbek. Am Weißen Nil nördlich von Juba missionieren Anglikaner. Der ehemalige südsudanesische Rebellenführer John Garang war Dinka und entstammte einer anglikanischen Familie aus der Bor-Region. Einige christliche Organisationen verbinden Mission mit Entwicklungshilfe, die Organisation Christian Solidarity International verfolgte darüber hinaus das Ziel, durch Nordsudanesen entführte Sklaven, die zumeist Dinka sind, mit Geld freizukaufen.
Der amerikanische Missionar der Episkopalkirche, Marc Nikkel, stellte einen seit den 1980er Jahren zunehmenden Erfolg der christlichen Missionierung fest. Für die Diözese Bor schätzte er die Zahl der Kirchengebäude 1984 auf 18 und für das Jahr 1992 auf 120.

### Islam
Bis zur Unabhängigkeit des Sudan 1956 bestand gegenüber dem Islam über Jahrhunderte keine ablehnende, sondern eine gleichgültige Haltung. Die mit dem Islam verbundenen politischen, gesellschaftlichen und kulturellen Strukturen wurden als unvereinbar mit der eigenen Lebensweise angesehen und einfach nicht übernommen. Dies betrifft besonders die Rolle der Frauen in der eher egalitären Dinka-Gesellschaft, in der keine Geschlechtertrennung praktiziert wird.
Im 19. Jahrhundert waren zur Zeit des Türkisch-Ägyptischen Sudan einige Dinka als Zwischenhändler für Muslime am Arabischen Sklavenhandel beteiligt. Viele Südsudanesen, unter ihnen auch Dinka, kämpften während des Mahdi-Aufstands 1881–1899 auf Seiten der muslimischen Aufständischen. Dinka der Ngok und der Abialang, die zur Gruppe der Dunghol-Dinka im Gebiet nördlich von Malakal zählen, sind teilweise zum Islam übergetreten und tragen weiße Galabijas.

## Wirtschaft und Mythologie
Den unsichtbaren Kräften stehen in der realen Welt die sichtbaren Rinderherden gegenüber. Die Ställe, in denen die Rinder während der Regenzeit untergebracht sind, dienen zugleich als Schlafplatz der Männer und Aufbewahrungsort für heilige Trommeln. Ställe von Priestern können auch Heiligtümer und Pilgerziele sein. Rinder sind die wirtschaftliche und gesellschaftliche Lebensgrundlage der Dinka. Mensch und Tier stehen auf derselben Stufe, wovon bereits die Namensgebung zeugt: wenn Kinder erwachsen werden, geben sie ihren Namen auf. Die Männer erhalten den Namen eines Stiers, die Frauen einen Kuhnamen. Bestimmte Tänze sollen Rinder imitieren, der Brautpreis wird mit Rindern bezahlt (15 Kühe und 5 Ochsen für eine durchschnittlich reiche Familie) und Kompensationszahlungen für Verletzungen erfolgen durch Übergabe von Rindern (10 Rinder für einen gebrochenen Arm und 40 für einen Ermordeten). Wo keine übergeordnete Autorität vorhanden ist, muss immer ein Ausgleich geschaffen werden.
Ein Viehdiebstahl führt schnell zum Krieg oder zu Fehden zwischen einzelnen Clans. Die Feindschaft zwischen Dinka und Nuer hat mit Viehrazzien zu tun und einen mythologischen Ursprung. Dinka und Nuer hießen die beiden Söhne Gottes. Gott wollte Dinka eine ältere Kuh und Nuer ein Kalb schenken, aber Dinka ging nachts in den Stall Gottes, ahmte die Stimme Nuers nach und ließ sich das Kalb geben. Als Gott den Betrug bemerkte, ordnete er an, Nuer solle sich rächen und Dinka bis in alle Zeiten das Vieh rauben.
Der Frauenwohnsitz bestimmt sich nach dem des Mannes. Bei der Heirat wird die Braut gegen Rinder ausgetauscht. Dadurch steigert sich in der patrilokalen Gesellschaft der Wert der Frau in ihrer neuen Umgebung in der Familie des Mannes und die prinzipiell erlaubte Vielehe wird durch die Kosten eingeschränkt. Möglichst viele Frauen zu heiraten, galt daher als prestigeträchtig, setzt aber eine exogame Regelung voraus. Die Familie des Mannes haftet auch in Zukunft für die überbrachten Rinder, falls diese krank werden sollten. Die Rinder sind auch eine Entschädigung für die durch den Weggang des Mädchens verlorengegangene Arbeitskraft. Die Anzahl der Rinder einer Herde ändert sich durch Brautpreiszahlungen ständig, was die Überweidung einzelner Gebiete vermindern hilft.
Der Ackerbau erfährt keine gesellschaftliche Wertschätzung. Die Äcker in der Nähe der Siedlungen werden von den Frauen mit Hirse, Sorghum, Erdnüssen, Gemüse und Tabak (der von beiden Geschlechtern in Pfeifen geraucht wird) bepflanzt. Die Aussaat wird in den mit einer flachen, breiten Hacke (maloda) nur wenige Zentimeter tief gelockerten Boden eingebracht.
Während der Trockenzeit ziehen die Männer mit ihren Herden umher und leben in Viehlagern, wo auch die wichtigsten sozialen Aktivitäten stattfinden. Die wenigen mitreisenden Frauen haben die Aufgabe, Hirsebrei und -bier zu kochen.

## Gesellschaft und Mythologie

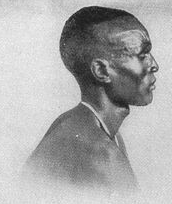
Dinka mit Skarifizierung, um 1910

In Liebesgedichten preisen die jungen Männer ihren (gleichnamigen) Stier und reden so tatsächlich von sich selbst. Zur Initiation erhalten die Jungen einen kastrierten Ochsen geschenkt, mit dem sie persönlich verbunden bleiben und den sie pflegen und schmücken. Den Initianten werden mehrere schmerzhafte Schnitte waagrecht in die Stirnhaut auf beiden Seiten über den Augenbrauen zugefügt, wobei von ihnen dabei Selbstbeherrschung verlangt wird. Wie überall hat diese Praxis die Disziplinierung der Jugend und ihre hierarchische Eingliederung zum Ziel. Wenn die Jungen etwa zwei Wochen später, nachdem die Wunden verheilt sind, ins Viehlager zurückkommen, gelten sie als Männer und erhalten den genannten Ochsen. Eine große Rolle bei diesen Ritualen spielten die inzwischen weitgehend verschwundenen Gesänge der Männer.
Der Ochse muss genauso leiden. Analog werden ihm die Hörner mit einer Speerspitze beschnitten. Durch Feilen wird allgemein versucht, den Hörnern der Rinder eine besondere Form zu geben. Die Zuchtwahl der Rinder richtet sich auch nicht nach dem Milchertrag, der vielleicht einen halben Liter täglich beträgt, sondern nach der Form der Hörner und nach Farbe und Muster des Fells. In der Dinka-Sprache gibt es für jede Muster-Farb-Kombination eine eigene Bezeichnung. Nach dem Fell ihres Ochsen erhalten die jungen Männer ihren neuen Namen.
In der Dinka-Gesellschaft gibt es zwei Klassen als kulturelle Unterteilung: eine übergeordnete Schicht der Bany (auch Koc tong) mit vererbter religiöser Macht, die sich beim Bany-Priester durch das Tragen des heiligen Fischspeeres symbolisiert – möglicherweise waren es die ersten Einwanderer im Gebiet – und die Schicht der einfachen Leute ohne vererbte religiöse oder politische Macht (Kic oder Koc bith). Entsprechend wichtig ist es für die Dinka, die Abstammungslinie der eigenen Familie und das Clan-Totem zu kennen. Die patrilineare Gesellschaft ist für das Fortbestehen des Clans auf männliche Nachkommen angewiesen. Dinka wurden vielfach als egalitär beschrieben, da sie normalerweise oberhalb der Familien- und Clan-Ebene keine staatliche Autorität kennen, sie haben dennoch eine strikte, von den Vorfahren herrührende soziale Hierarchie.
Durch Reiben von Asche auf das Kuhhinterteil kann in einem symbolischen Akt die eigene Last der Sünden an das Tier abgegeben werden. Ebenso wie verderblich wirkende Kräfte von Menschen auf Rinder übertragen werden können, wird umgekehrt die Lebenskraft von Rindern auf Menschen übertragen. Das Einreiben mit Asche gilt auch beim Menschen als heilsam, ganz praktisch schützen sich die Hirten abends damit gegen Moskitos.
Aufgrund der Rinderverehrung gehören die religiösen, klagenden „Ochsenlieder“ zur wichtigsten Kategorie der traditionellen Musik. Andere Lieder erzählen von Kriegen, sind Hymnen an Götter, Geister und Ahnen, weitere werden nur von Frauen, abends oder in der Schule gesungen. Beliebt sind Lieder in schnellem Tempo, häufig wird eine Solostimme von einem Chor begleitet. Für Kriegstänze gibt es die große Trommel loor, eine kleine Trommel heißt leng. Das einzige Saiteninstrument war früher die dreisaitige Schildkrötenleier tom, deren Arme aus Kuhhörnern und deren Saiten aus Sehnen oder Darm bestanden. Das Wort tom ist in nilotischen Sprachen verbreitet und bezeichnet noch heute gespielte Leiern bei den Schilluk (tom) und bei den Luo (thum).

## Traditionelle Waffen

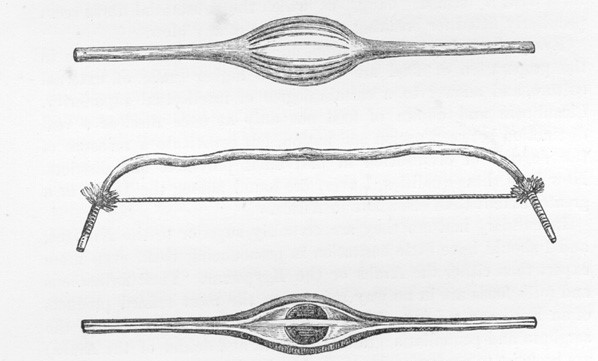
Oben u. unten: Stockschild
Mitte: "Bogenschild"

Im 19. Jahrhundert bestand die Bewaffnung aus Speeren, Keulen und Kampfstöcken. Die Dinka verwendeten zwei Schildformen zum Parieren gegnerischer Keulen- und Stockschläge: zum einen Stockschilde mit einem hohlen Handgriff in der Mitte, um die Hand zu schützen, manche waren mit Leder umwickelt. Zum anderen gab es einem Bogen ähnliche Schilder, wobei die „Bogensehne“ die Kraft der gegnerischen Keule aufnehmen sollte.
Holzkeulen waren die einzigen erlaubten Waffen bei Auseinandersetzungen innerhalb der Clans. Speere wurden hingegen in kriegerischen Konflikten verwendet. Dabei bildeten beide Parteien eine Frontlinie und bewarfen sich gegenseitig mit Speeren. Ein Speerwerfer hatte mehrere Helfer, die ihm Speere reichten und den Gegner durch Holzstockwürfe ablenkten.

## Veränderungen durch den Bürgerkrieg
Durch den Bürgerkrieg im Südsudan, dessen zweiter Ausbruch von 1983 bis 2005 dauerte, wurden zahlreiche Dörfer zerstört und die Bevölkerung vertrieben. 1991 spaltete sich von der Sudanesischen Volksbefreiungsarmee (SPLA) des Dinka John Garang eine SPLA-Nasir-Fraktion unter Nuer Riek Machar ab. Garangs Hauptfraktion der SPLA hieß seitdem SPLA-Torit. Die Spannungen zwischen den beiden Volksgruppen nahmen in der Folge zu. Die von Nuer dominierte SPLA kontrollierte den nordöstlichen Bundesstaat Upper Nile, die SPLA der Dinka den Westen und den südlichen Bundesstaat Äquatoria. Bei der Invasion von Nuer-Einheiten, die durch die sudanesische Regierung mit Waffen versorgt worden waren, in die Dinka-Siedlungsgebiete um Bor und Kongor (beide in der Provinz Jonglei) gab es zahlreiche Todesopfer und Zerstörungen weiter Gebiete. Von beiden Volksgruppen wurden Menschenrechtsverletzungen begangen. Die jeweiligen Führer beförderten und nutzten die ethnischen Spannungen für ihren Machtkampf. Riek Machar erklärte sich zum mythologischen Heilsbringer seines Volkes und rechtfertigte die von den Dinka gestohlenen Rinderherden als Kompensation für Viehdiebstähle, die Dinka in früheren Jahrhunderten gegenüber den Nuer begangen hatten. Viehdiebstähle zwischen beiden Völkern gehörten zwar zum Lebensalltag, die Kämpfe wurden jedoch erst ab 1991 in diesem Ausmaß mit modernen Waffen ausgetragen. Gespräche zur Beilegung des Konflikts fanden zwischen Nuer- und Dinka-Ältesten und Kirchenführern im Juni 1998 im kenianischen Lokichoggio statt. Sie waren Vorstufe für die West Bank Peace and Reconciliation Conference, die ein Jahr später in Bahr al-Ghazal stattfand und bei der von beiden Seiten ein Ende des siebenjährigen Konflikts gewünscht wurde. Die Konferenz schloss mit einer Übereinkunft (Wunlit Agreement).
Damit waren die offenen Kämpfe beendet, aber nicht die wechselseitigen Aversionen. Eine gewisse Annäherung wurde zu allen Zeiten durch gelegentliche Heirat zwischen beiden Völkern erzielt. Auch wurden in Gefangenschaft geratene Kinder der anderen Volksgruppe im Familienverband großgezogen und waren als Erwachsene frei. Verwandtschaftlichen Beziehungen und kulturellen Gemeinsamkeiten zum Trotz bestehen die Feindschaften unter der Oberfläche fort. Beim Begräbnis von John Garang 2005 waren Nuer als Gäste nicht zugelassen.
Während des Bürgerkrieges flohen Tausende Dinka in die Nachbarländer oder in die USA, nach Europa oder Australien. Kriegszerstörungen betreffen besonders die Region Bahr al-Ghazal. Ein Teil des Viehbestandes wurde vernichtet, so dass viele verarmte Dinka in Lohnarbeit Felder ihrer Nicht-Dinka-Nachbarn bearbeiten. Die verehrten Rinder werden mittlerweile sogar für die landwirtschaftliche Produktion eingesetzt. Dennoch wird gegenüber den Nachbarvölkern immer noch der höchste Brautpreis entrichtet, das System der wirtschaftlichen Absicherung für die Frau funktioniert allerdings nicht mehr, wenn ihr Mann im Krieg gestorben ist und sie ohne Brautpreis bei einem Verwandten des Mannes aufgenommen wird. Nach traditionellem Glauben müssen nur Dinka, die jemanden mit dem Speer getötet haben, den Geist des Verstorbenen fürchten und daher für Kompensation sorgen. Die Folgerung, dass Töten durch Distanzwirkung der Gewehre daher folgenlos bleiben müsse, wurde von den Anführern im Bürgerkrieg bestätigt.
Ab Mai 2008 wurden Ngok-Dinka wegen anhaltender Kämpfe um Erdöl zwischen der Regierung und der südsudanesischen SPLA aus dem Gebiet Abyei vertrieben. Am 22. Juli 2009 erklärte der Ständige Schiedshof sein endgültiges und bindendes Urteil zum Grenzverlauf zwischen Norden und Süden, das von beiden Parteien akzeptiert wurde. Das von den Ngok-Dinka bewohnte umstrittene Gebiete nördlich des Abyei-Flusses wurde in dem Schiedsspruch dem Norden zugeschlagen. Kurz vor der geplanten Unabhängigkeitserklärung des Südsudan besetzte am 22. Mai 2011 die nordsudanesische Armee die Stadt Abyei und zwang etwa 100.000 Ngok-Dinka zur Flucht nach Süden. Dabei fielen auch etwa 15 bis 20 Prozent ihrer Häuser Brandstiftungen zum Opfer.

## Gewohnheitsrecht
Neben dem staatlichen Recht spielt bei den Dinka das Gewohnheitsrecht (Dinka Customary Law) im Schuld- und Familienrecht sowie im Strafrecht eine erhebliche Rolle. Der sudanesische Staat hatte für bestimmte Bereiche die Gültigkeit traditioneller Rechtssysteme südsudanesischer Ethnien anerkannt. Für die formale Anerkennung des zuvor mündlich tradierten Dinka-Gewohnheitsrechts wurde das 1984 niedergeschriebene und während des Bürgerkriegs von der SPLM in den von ihnen beherrschten Gebieten respektierte Restatement of Bahr El-Ghazal Region Customary Law Act (CLA) einschlägig. Das Dinka-Gewohnheitsrecht wurde im New Sudan Penal Code, einer Gesetzesreform der SPLM im Jahr 2003, vorbehaltlos anerkannt. Nachfolgende Bestrebungen, das Gewohnheitsrecht im Gesamten zu harmonisieren, waren jedoch durch die in der Praxis teils unterschiedlichen Regelungen der einzelnen Stammesgruppen erschwert. Das Restatement of Bahr El-Ghazal Region Customary Law Act 1984 wurde in die Gesetzgebung der Republik Südsudan übernommen.
Beim Dinka Criminal Customary Law sind nicht Vergeltung, Erziehung oder Abschreckung Strafziele, sondern die Wiederherstellung des durch eine sanktionsbewehrte Tat gestörten Gleichgewichts der sozialen Ordnung. Die von Stammesgerichten bestimmten Rechtsfolgen haben daher eher den Charakter von Entschädigungsleistungen als den von Strafen. Im Vordergrund stehen Tötungs- und Körperverletzungs-Tatbestände sowie Vergewaltigung und Ehebruch. Das Dinka-Strafrecht kennt keine Körper- oder Freiheitsstrafen. Für schuldig befundene Täter haben in der Regel an die Geschädigten beziehungsweise an deren Angehörigen Vieh zu übereignen. Ersatzweise kommen Geldleistungen in Betracht. Für Totschlag ist in vielen Fällen eine Ausgleichleistung in Höhe von 30 Kühen üblich. Wer mit einer verheirateten Frau die Ehe bricht, hat mit einer Forderung von sechs Kühen und einem Ochsen zu rechnen.

## Persönlichkeiten
Zu den Dinka gehören der Präsident des Südsudan Salva Kiir Mayardit, das Model Alek Wek, der ehemalige Sklave und heutige Menschenrechtsaktivist Francis Bok und James Aguer Alic, der das Dinka-Komitee zur Befreiung versklavter Dinka gründete, des Weiteren die beiden Basketballspieler Manute Bol und Luol Deng.